# Coucy-la-Ville
Coucy-la-Ville is een gemeente in het Franse departement Aisne (regio Hauts-de-France) en telt 196 inwoners (2005). De plaats maakt deel uit van het arrondissement Laon.

## Geschiedenis
Coucy-la-Ville (de Stad) vormde samen met de naburige gemeente Coucy-le-Château-Auffrique (het Kasteel) het centrum van de baronie van Coucy, die een belangrijke rol in de Franse geschiedenis heeft gespeeld. De feodale en machtige baronnen, die zich steeds "Sire de Coucy" (heer van Coucy) noemden en hogere titels afsloegen onder het motto "Roi ne suis Ne prince ne duc ne comte aussi; Je suis le sire de Coucy" (Geen koning of prins ben ik, geen hertog of graaf; ik ben de heer van Coucy), domineerden het gebied ten noorden van Parijs.
Na de dood van de laatste baron ging het domein op in het hertogdom Orléans, apanage van de broer van de Franse koning en diens nakomelingen. In 1792 werd het gebied door de Franse staat in beslag genomen.

## Geografie
De oppervlakte van Coucy-la-Ville bedraagt 6,1 km², de bevolkingsdichtheid is 32,1 inwoners per km².
De onderstaande kaart toont de ligging van Coucy-la-Ville met de belangrijkste infrastructuur en aangrenzende gemeenten.

## Demografie
Onderstaande figuur toont het verloop van het inwonertal (bron: INSEE-tellingen).
Vanwege een beveiligingsprobleem met de MediaWiki Graph-software is het momenteel niet mogelijk deze grafiek weer te geven. Zodra de software is bijgewerkt zal de grafiek vanzelf weer zichtbaar worden.